# Lamond Murray (1994)
Lamond Murray jr. (Los Angeles, 11 novembre 1994) è un ex cestista statunitense.
È figlio di Lamond Murray.